# Stenus europaeus
Stenus europaeus es una especie de escarabajo del género Stenus, familia Staphylinidae. Fue descrita científicamente por Puthz en 1966.
Habita en Suecia, Reino Unido, Noruega, Finlandia, Estonia, Alemania, Francia, Austria, Bélgica, Países Bajos y Rusia.